# Зажор
Зажо́р — скопление шуги, донного льда и других видов внутриводного льда в русле реки в период осеннего шугохода и в начале ледостава, стесняющее живое сечение потока и приводящее к подпору (подъёму уровня воды), снижению пропускной способности русла, либо отверстий водопропускного сооружения и возможному затоплению прибрежных участков реки.